# Maglarps kyrka
Maglarps kyrka (även benämnd Maglarps gamla kyrka) är en kyrkobyggnad i Maglarp. Den tillhör Hammarlövs församling i Lunds stift. Den medeltida kyrkobyggnaden togs ur bruk för Maglarps nya kyrka som invigdes 1909. Denna togs dock ur bruk på 1970-talet och revs slutligen 2007.

## Kyrkobyggnaden
Maglarp kyrka är en av Skånes äldsta tegelkyrkor. Den uppfördes runt 1200. Den ursprungliga kyrkan är mycket välbevarad. Den består av absid, kor och långhus samt ett brett västtorn, samtliga från kyrkans äldsta tid. Kor och absid har mot taket enkla takfriser i kritsten. Absiden har tre små ursprungliga fönsteröppningar, som delvis är rekonstruerade. Kyrkans övriga fönsteröppningar är tillkomna på 1790-talet, några troligtvis som förstoringar av befintliga mindre öppningar. Rester efter den ursprungliga sydportalen och norrportalen i långhuset finns bevarade. 
Invändigt har kyrkan kryssvalv som insatts under slutet av 1300-talet. Denna datering ges av de rester efter kalkmålningar som täcker valven. Ursprungligen var kyrkorummet täckt av ett trätak. Det ursprungliga huvudaltaret är bevarat. Förutom detta altare finns rester efter två sidoaltare i långhusets östra gavelmur, den så kallade triumfbågsmuren. 1830 upptogs ett nytt dörrhål genom tornets västra mur. Tidigare kunde man endast komma in i tornrummets bottenvåning från långhuset. Rester efter en dubbel romansk tornbåge som bildat en ursprunglig öppning in mot långhuset finns kvar.
Vid kyrkans restaurering 1970-71 genomfördes en omfattande byggnadsarkeologisk undersökning. Det konstaterades då att före kyrkans uppförande har här funnits en kristen begravningsplats. Tydliga spår efter en träkyrka som föregått tegelkyrkan fanns dock inte men ett golvlager av lera som var brandskadat tyder på en träkyrka.    
Inne i tornrummets golv påträffades vid utgrävningen den enda tegelmurade kistan. I kistan låg skelettet efter en man över 60 år. Bredvid tegelkistan återfanns en grav utan kista, innehållande en man, även han av samma ålder. Med stor sannolikhet är detta patronusgravar, det vill säga här finns mannen som en gång uppförde kyrkan och valde västtornet som sitt mausoleum. Dylika västtorn med troliga herremansgravar finns i åtskilliga kyrkor i Skåne. Tegelkistans form antyder en datering strax före 1200.

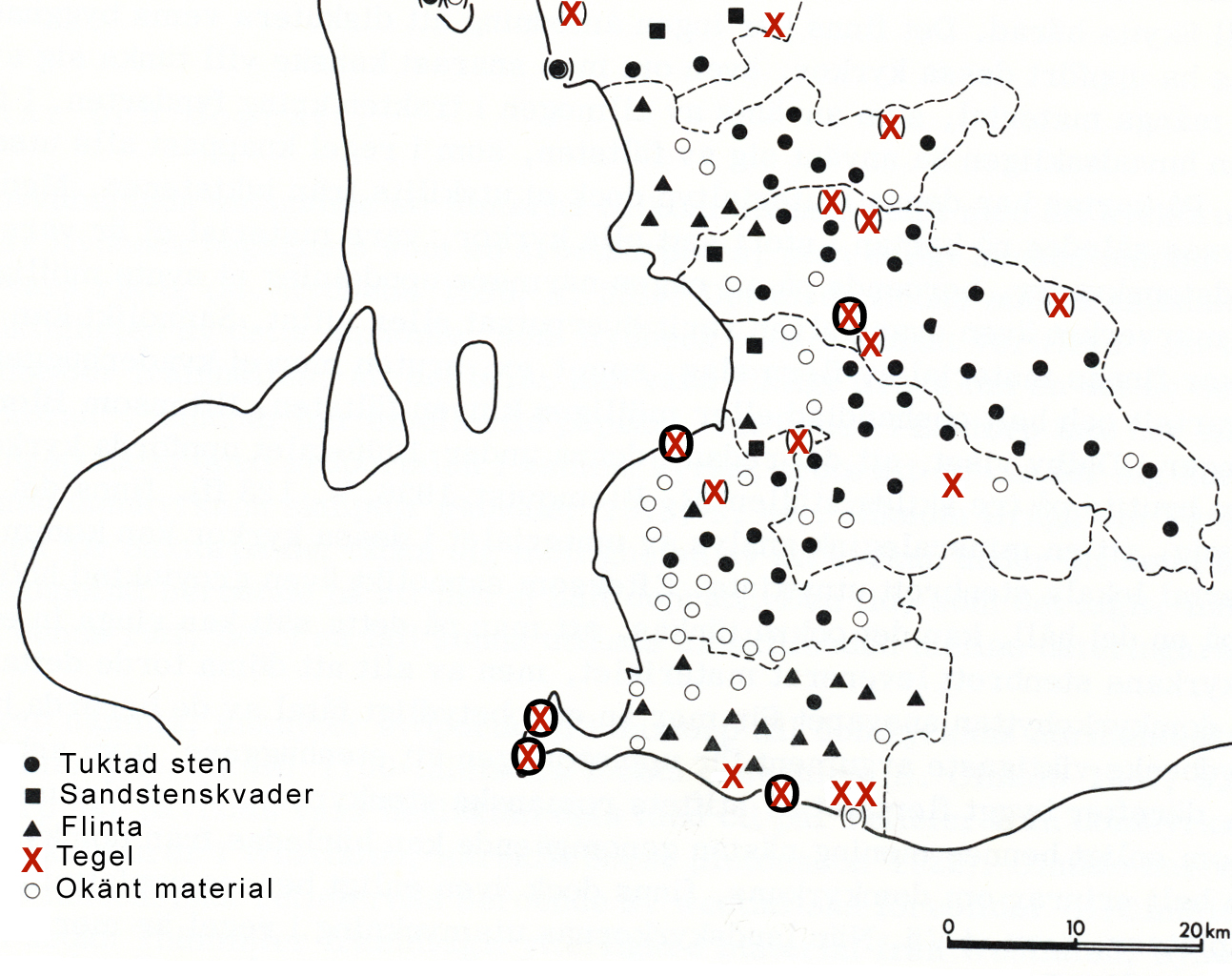
Byggnadsmaterialet i Söderslätts medeltida kyrkor. Maglarp rödmarkerad strax väster om Trelleborg. Bearbetning Sven Rosborn efter Rikard Holmberg.

Det med kyrkan samtida tornet har troligtvis haft en så kallad emporvåning. Från denna andra våning har det funnits två muröppningar in mot långhuset. Man har menat att dylika emporvåningar varit avsedda för herremannens egen familj där man kunnat visats under gudstjänsten och genom öppningarna ta del av vad som hände nere i kyrkan. I flera emporvåningar har det också funnits ett altare mellan de två muröppningarna. Ett sådant altare är till exempel bevarat i 1100-tals kyrkan i Vä. Numera har dock tvivel framförts över riktigheten i denna herremannastatus. I stället kan tornrummet med sitt altare ha ingått i de liturgiska processioner som ofta hölls i de medeltida kyrkorna.
Vid kyrkors byggande uppfördes absid och kor alltid först. Genom mikroskopanalyser av teglet från Maglarps absid har det visat sig att tegelslagaren för framställning av detta tegel använt sig av chamotte som magringsmedel i leran. Chamotte är krossat tegelflis vilket visar att man fått teglet till Maglarps kyrka från ett större, i bruk varande tegelbruk. Då tegelbyggande var ytterst ovanligt i slutet av 1100-talet är det rimligt att antaga att teglet kommit från den tegelhytta som arbetade med stadskyrkan i grannsocknen Trelleborg. Kartan visar de olika byggnadsmaterialen i de äldsta sydvästskånska kyrkorna. Här ses tydligt att endast ett fåtal tegelkyrkor finns i en grupp utmed sydkusten med Trelleborg i centrum. 
1617 rasade kyrkans västtorns västra gavelmur och dödade en man. Samma år återuppbyggdes gaveln.
Kyrkan återinvigdes 1971 efter att ha stått öde sedan Maglarps nya kyrka togs i bruk 1909.

## Inventarier
- Kyrkans äldsta inventarium är dopfunten, troligtvis från tegelkyrkans äldsta tid omkring 1200. Funtens skål är fyrkantig och i varje hörn är den försedd med ornamentik i form av rundstavar.
- Dopfatet av mässing är från 1500-talet och har S:t Göran och draken i bottenrelief.
- Predikstolen är daterad 1568 är därmed en av Skånes äldsta. Över predikstolen hänger en baldakin i trä vilken uppsattes 1668.
- Johan Ullberg har utfört altaruppsatsen i barockstil 1759. Han har tillverkat ett flertal liknande på Söderslätt, bland annat altaruppsatsen i den närliggande Stora Hammars gamla kyrka. Förutom träsnidare var han också krögare i Hurva i Skåne.
- Nattvardskalken härstammar från 1603.
- Kyrkan har kvar ett triumfkrucifix, tillverkat i början av 1400-talet. Detta krucifix tillskrivs den så kallade Törringemästaren som var verksam på Söderslätt.
- Den så kallade Klockarstolen är från slutet av 1500-talet.

### Orgel
- En orgel med 6 stämmor gjord 1751 av Christian Fredrik Hardt, Malmö.[2] Orgeln såldes 1843 till Höörs kyrka.
- Den nuvarande orgeln byggdes 1842 av Pehr Lund, Lund och är en mekanisk orgel. Den renoverades 1973 av Nils-Olof Berg, Nye och återinvigdes 1974.

| Manual         | Pedal   | Koppel  |
| Principal 8´   | Bihängd | Man/Ped |
| Gedackt 8´ B/D |         |         |
| Fugara 8'      |         |         |
| Oktava 4'      |         |         |
| Fleut 4'       |         |         |
| Qvinta 3'      |         |         |
| Oktava 2'      |         |         |
| Trumpet 8' B/D |         |         |

## Series Pastorum
-1632 Hans Nielsön (Johannes Nicolai)
1632-1644 Michel Hanssen
1644-1674 Hans Corfidtzen Borup (Johannes Borupius)
1674-1722 Johannes Baggerus
1722-1738 Joakim Behring
1739-1748 Åke Engeström
1749-1788 Nils Bruzelius d.ä.
1790-1808 Christoffer Adam Schlyter
1808- Eric Magnus Sjölin
1830-1836 Per Magnus Sjöstedt
1840-1863 Jonas Gottfrid Ekelund
1865-1870 Elof Caspar Cederschiöld

## Galleri

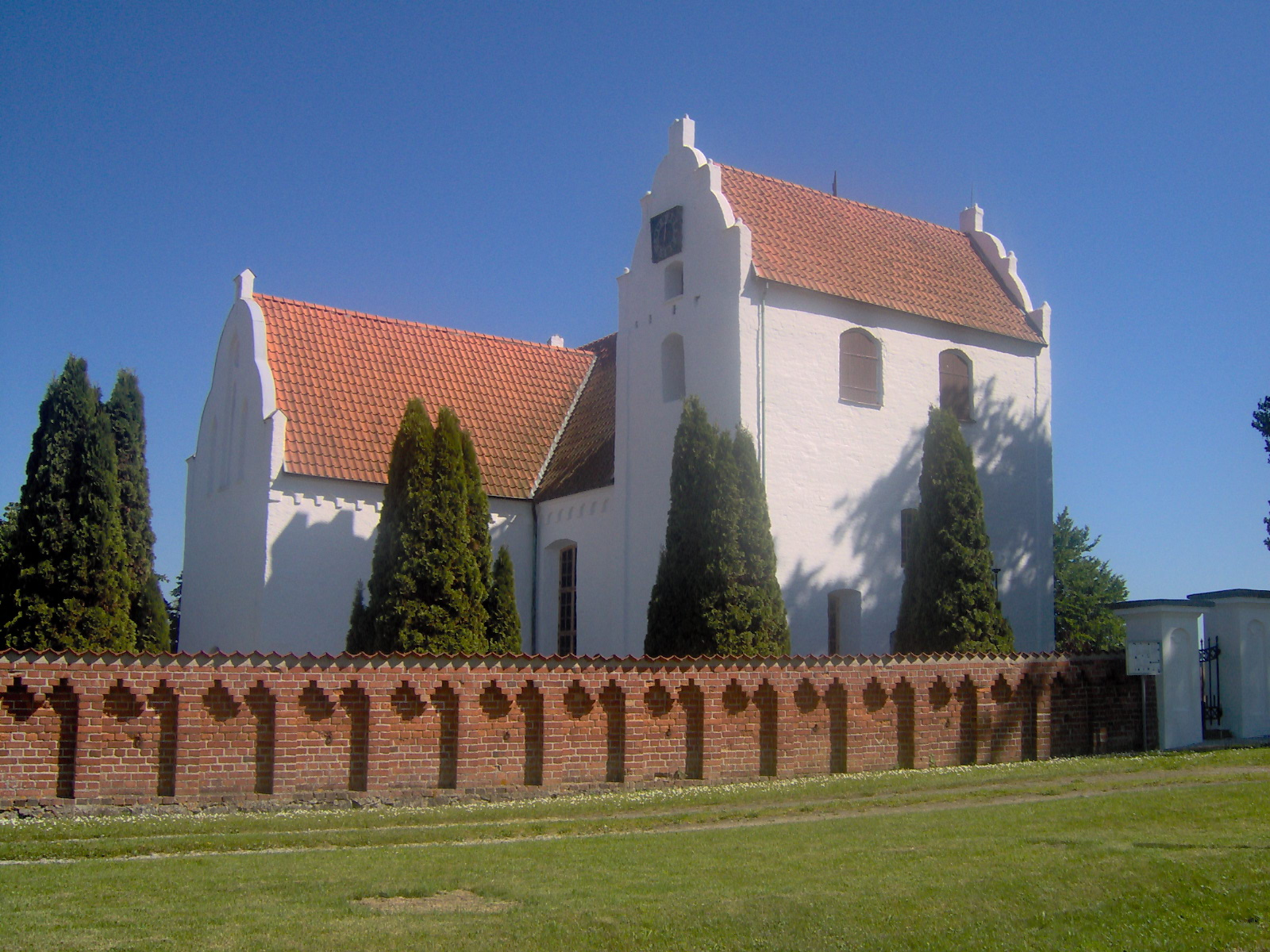
Kyrkan sedd från väst
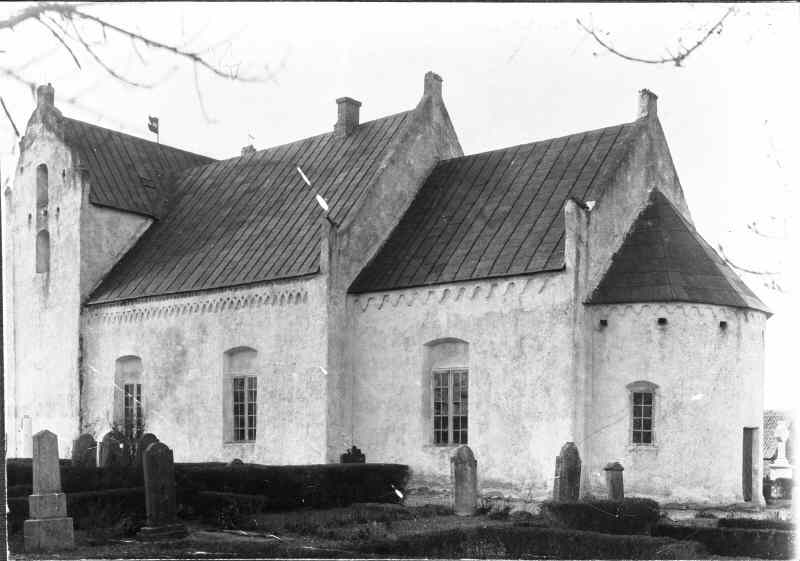
Foto från ca 1900